# Oedwies
Die Einöde Oedwies (auch: Ödwies) ist ein Gemeindeteil der Gemeinde Achslach im Landkreis Regen im Bayerischen Wald.

## Geographie
Die vollständig vom Wald umgebene Bergwiese Oedwies liegt in einer Höhe von ca. 1030 m ü. NHN auf demselben Höhenzug zwischen den Bergen Hirschenstein und Kälberbuckel etwa vier Kilometer westlich des Pfarrdorfes Achslach. Oedwies ist im Sommer mit Wanderwegen und im Winter mit Langlaufloipen erschlossen.

## Geschichte
Im Jahr 1559 erhielt ein Leopold Puckel durch Grundstückskauf vom Kastenamt Viechtach die Erlaubnis sich in der „von Bäumen geleerten Wiese“, der Oedwies anzusiedeln. Um 1620 gehörte das landwirtschaftliche Anwesen, Grassölde Oedwies genannt, dem Kloster Oberalteich. Um 1713 kam es an den Freiherrn von Leoprechting und schließlich 1842 an den bayerischen Staat.

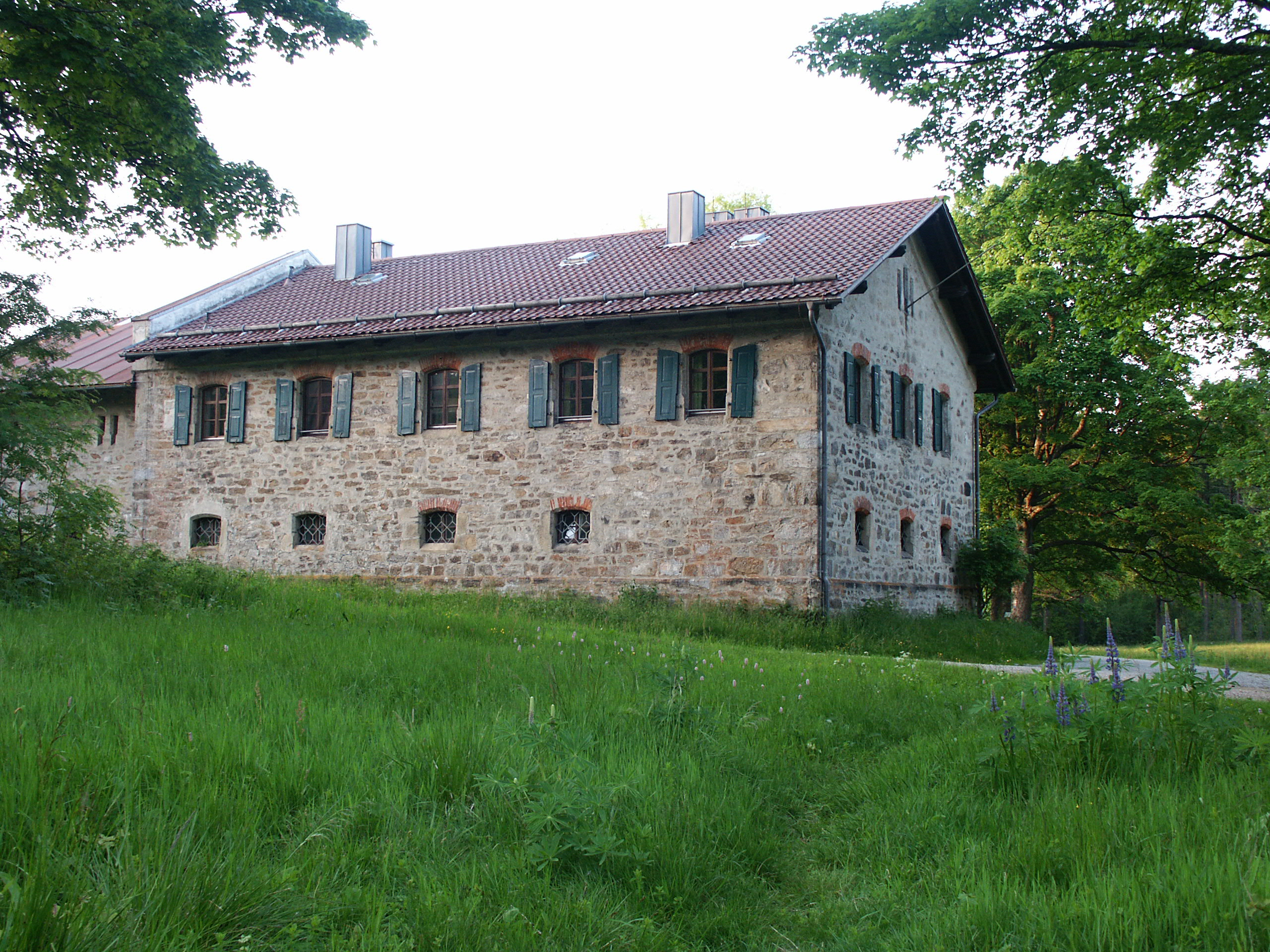
Forsthaus Oedwies

1846 wurde an der Stelle des baufälligen Bauernhauses ein massives Forsthaus erbaut. Das Forsthaus steht unter Denkmalschutz. Am Weg nach Achslach entstand zusätzlich ein primitives Wohnhaus für Forstmänner.
1849 wurde dem Förster das Schankrecht verliehen und daraufhin im Obergeschoss eine Gaststube eingerichtet. 1880 waren in der Einöde Oedwies, das seit jeher zur Gemeinde Achslach gehörte, 15 Bewohner registriert. 1895 wurde eine Station zur Messung des Niederschlages eingerichtet, der Vorgänger der Waldklimastation, und ein Jahr später ein hölzernes Nebengebäude mit zwei neuen Dienst- bzw. Gästezimmern. 1905 kam ein weiteres kleines Holzwohnhaus dazu, das bis 1953 bewohnt wurde. Ein erster Fernsprecher erleichterte private und dienstliche Geschäfte ebenfalls seit 1905.
Im April 1954 ließ das Forstamt Mitterfels die Bewirtschaftung des Forsthauses einstellen und 1956 verließ der letzte von insgesamt 21 Revierförstern seinen Dienstsitz. 1958 wurde die Forstdienststelle Oedwies endgültig aufgegeben.
Noch immer ist die Oedwies im Eigentum des bayerischen Staates und wird vom Forstamt Mitterfels verwaltet. Wiesen und Wälder stehen unter Naturschutz und werden vom Umweltreferat des Landkreises Regen betreut. 1979 wurde das Forsthaus von der Bayerwaldbrigade 11 umgebaut – das Gastzimmer im ersten Stockwerk blieb im Originalzustand – und bis 1994 für die Winterausbildung der Soldaten genutzt. Zurzeit ist das Forsthaus von der Reservistenkameradschaft Achslach gepachtet.

## Kapelle

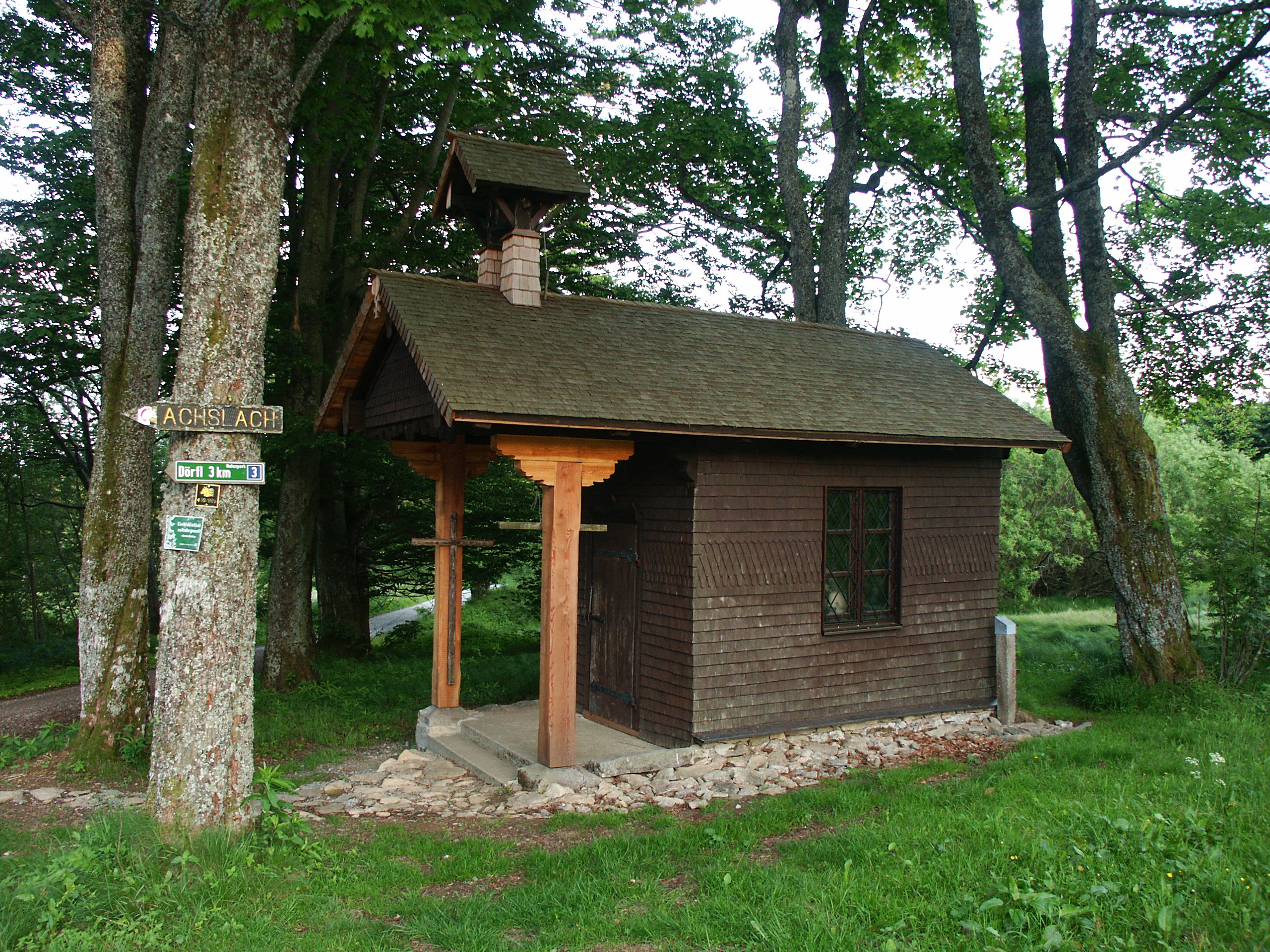
Kapelle Oedwies – Außenansicht

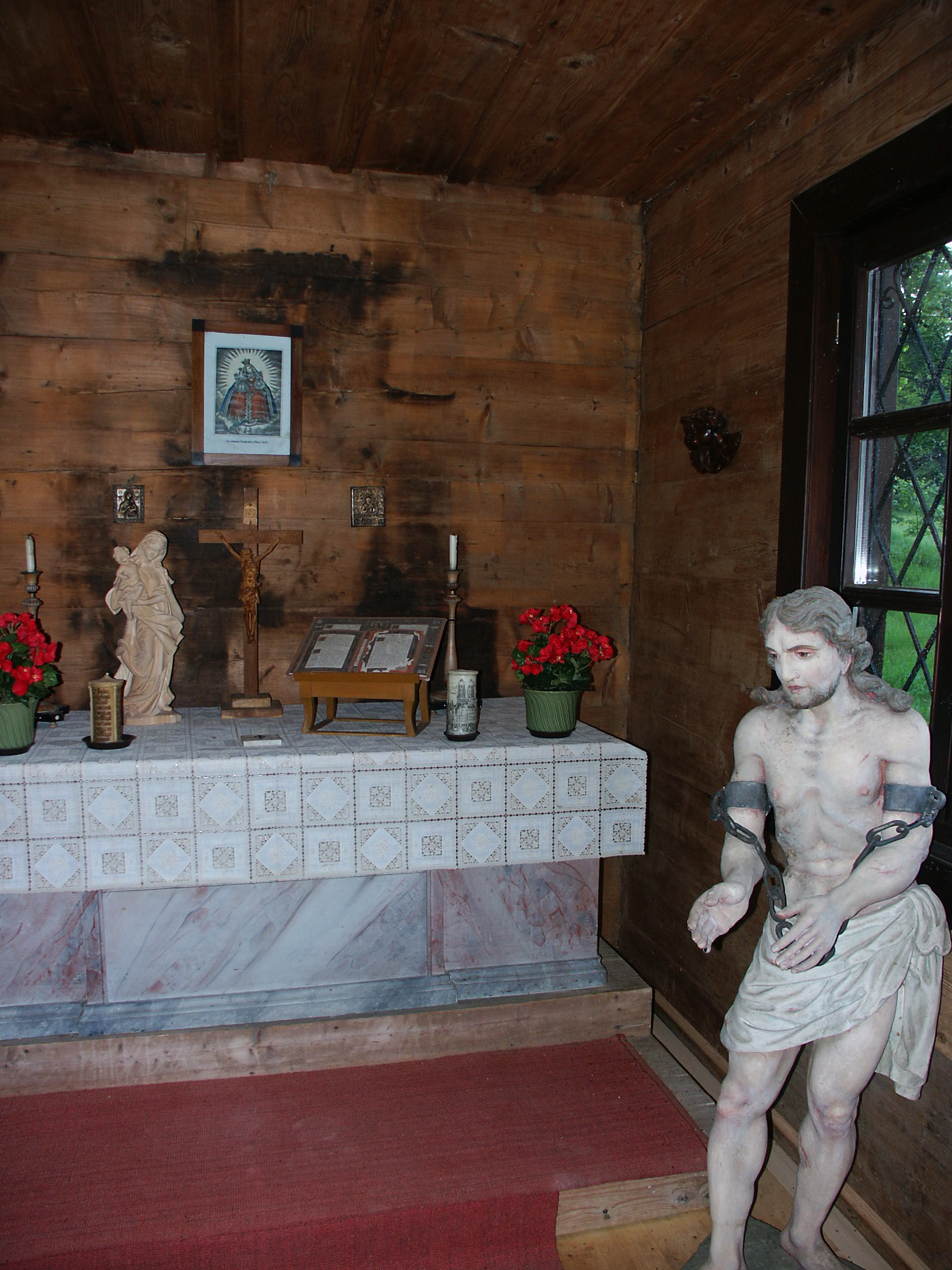
Kapelle Oedwies – Innenansicht

Neben dem Forsthaus steht die unter Denkmalschutz stehende Holzkapelle Zum gegeißelten Heiland. Die Kapelle ist um 1848 entstanden.

## Bergfeste
Schon ab dem Jahr 1846 sind auf der Oedwies regelmäßige Bergfeste bezeugt. Diese Hirschensteinfeste fanden meist nach dem Pfingstfest statt. Bis zum Zweiten Weltkrieg war die Oedwies eines der beliebtesten Ausflugsziele im Vorderen Bayerischen Wald. Ein letztes Waldarbeiterfest wurde im Jahr 1975 veranstaltet.
Seit 2008 findet im September wieder alljährlich das Hirschensteinfest mit Berggottesdienst der Ferienregion Hirschenstein auf der Oedwies statt.

## Bodendenkmäler
Siehe: Liste der Bodendenkmäler in Achslach